# Oh, che bella guerra!
Oh, che bella guerra! (Oh! What a Lovely War) è un film musicale del 1969 diretto da Richard Attenborough, al suo debutto come regista. La pellicola è basata sullo spettacolo teatrale omonimo del 1963 di Gerry Raffles e Joan Littlewood, a sua volta tratto dalla commedia radiofonica The Long Long Trail di Charles Chilton, del dicembre 1961.
Nel cast, particolarmente ricco, figurano: Maggie Smith, Dirk Bogarde, John Gielgud, John Mills, Kenneth More, Laurence Olivier, Jack Hawkins, Corin Redgrave, Michael Redgrave, Vanessa Redgrave, Ralph Richardson, Ian Holm, Paul Shelley, Malcolm McFee, Jean-Pierre Cassel, Nanette Newman, Edward Fox, Susannah York, John Clements e Phyllis Calvert.
Il titolo è dato dalla canzone Oh! It's a Lovely War, che compare nella colonna sonora del film.

## Trama
Il film intende ripercorrere la storia della prima guerra mondiale, usando le canzoni popolari del tempo, molte delle quali riprendevano o parodiavano temi musicali popolari precedenti.

## Colonna sonora
La colonna sonora del film è stata composta da Alfred Ralston ed è stata pubblicata in LP dalla Paramount Records nel 1969.

### Tracce
1. Overture: Girls and Boys Come Out to Play/Oh! It's a Lovely War/Are We – 3:50 (Greene)
2. Belgium Put the Kibosh on the Kaiser – 3:52
3. Medley: We Don't Want to Lose You (Your King and Country Need You) /I' – 6:03
4. Goodbye-ee – 2:29 (Bert Lee, R.P. Weston)
5. Silent Night – 2:10 (Franz Gruber, Joseph Mohr)
6. Oh! It's a Lovely War – 2:02
7. Oh! It's a Lovely War – 1:49
8. Hush! Here Coems a Shizzbang – 3:29 (R.P. Weston)
9. Adieu la Vie – 1:52
10. They Were Only Playing Leapfrog – 1:21
11. When This Lousy War Is Over – 1:20
12. I Want to Go Home – 1:03
13. Bells of Hell – 2:58 (Kevin Quain)
14. Far, Far from Wipers – 2:27 (Greene)
15. Pack up Your Troubles – 1:47 (Felix Powell)
16. Keep the Home Fires Burning – 1:35 (Ivor Novello)
17. Over There – 1:27 (George M. Cohan)
18. They Didn't Believe Me – 2:01 (Jerome Kern, Michael E. Rourke)